# Похищение (фильм, 1969)
«Похищение» — советский двухсерийный комедийный фильм-концерт с участием популярных артистов конца 1960-х годов. Премьера на центральном телевидении состоялась до и после полуночи с 31 декабря 1969 года (1 серия) на 1 января 1970 года (2 серия). Между сериями было традиционное поздравление советскому народу.

## Краткое содержание
В пожарной части готовятся к встрече Нового года, но своими силами организовать хорошую концертную программу не удаётся. Трое активистов художественной самодеятельности похищают для новогоднего концерта нескольких профессиональных артистов. Старший лейтенант милиции ведёт расследование и выслушивает жалобы от т. н. «непохищенных». Оказывается, быть «похищенным» престижно, это — мечта многих артистов!

## В главных ролях
- Михаил Пуговкин — старший лейтенант милиции / французский полицейский
- Олег Анофриев — «похититель», активист художественной самодеятельности
- Савелий Крамаров — «похититель», активист художественной самодеятельности
- Евгений Стеблов — «похититель», активист художественной самодеятельности

## Артисты, выступившие в фильме
- Квартет «Аккорд»
- Юрий Гуляев
- Батыр Закиров и Луиза Закирова
- Владимир Васильев
- Людмила Зыкина
- Иван Любезнов
- Муслим Магомаев
- Юрий Мазурок
- дуэт Лев Миров и Марк Новицкий
- Андрей Миронов[1]
- Виргилиус Норейка
- Елена Образцова
- Георг Отс[2]
- Юлия Пашковская
- Майя Плисецкая и Николай Фадеечев
- Олег Попов
- Эдита Пьеха
- Ансамбль «Дружба»
- Александр Борисов
- дуэт Мария Миронова и Александр Менакер
- Николай Сличенко и театр «Ромэн»
- дуэт Юрий Тимошенко и Ефим Березин
- Владимир Трошин
- Эдуард Хиль
- Виктор Чистяков
- Татьяна Шмыга
- дуэт Александр Шуров и Николай Рыкунин
- дуэт Юрий Гусаков и Михаил Кушнер
- Дважды Краснознамённый ордена Красной Звезды ансамбль песни и пляски Советской Армии имени А. В. Александрова
- Танцевальная группа Государственного русского хора им. М. Пятницкого
- Ансамбль скрипачей Большого театра под управлением Ю. Реентовича
- Красноярский ансамбль танца Сибири
- Дагестанский ансамбль танца «Лезгинка»

## Артисты, участвовавшие в фильме
- Владимир Белокуров
- Серафима Бирман[3]
- Гелена Великанова
- Георгий Вицин
- Зиновий Высоковский
- Леонид Каневский
- Алла Ларионова
- Клара Лучко
- Евгений Моргунов
- Зоя Фёдорова
- Рина Зелёная
- Николай Рыбников
- Клара Румянова
- Леонид Харитонов
- Людмила Шагалова
- Надежда Румянцева
- Майя Менглет

## Создатели
- Авторы сценария — З. Паперный, Майя Соймонова
- Постановка — Ю. Сааков
- Оператор-постановщик — А. Княжинский
- Художники-постановщики — И. Тартынский, Н. Свидетелев
- Звукооператоры: А. Грузов, В. Силаев
- Режиссёры: В. Адлеров, В. Белый
- Композиторы — О. Сандлер, В. Гамалея
- Оператор — Л. Кравченко
- Оператор комбинированных съёмок — Ю. Корох
- Художник комбинированных съёмок — Э. Маликов
- Мультипликация Е. Мухановой
- Костюмы В. Поповой, Н. Браун
- Грим Э. Турковой
- Монтаж Э. Найвельт, Н. Кокоревой
- Ассистенты режиссёра: О. Шнайдман, С. Швардыгулов, К. Дмитриева
- Ассистенты оператора — А. Беркович, В. Пономарёв
- Редакторы: Н. Румянцева, К. Симбард
- Директора картины — Наум Вайнтроб, С. Павлова

## Видеоиздания
В 2000-х годах фильм выпущен компанией «Мастер Тэйп» на DVD.